# Communauté wikipédienne
Pour des articles plus généraux, voir Wikipédia et Mouvement Wikimédia.

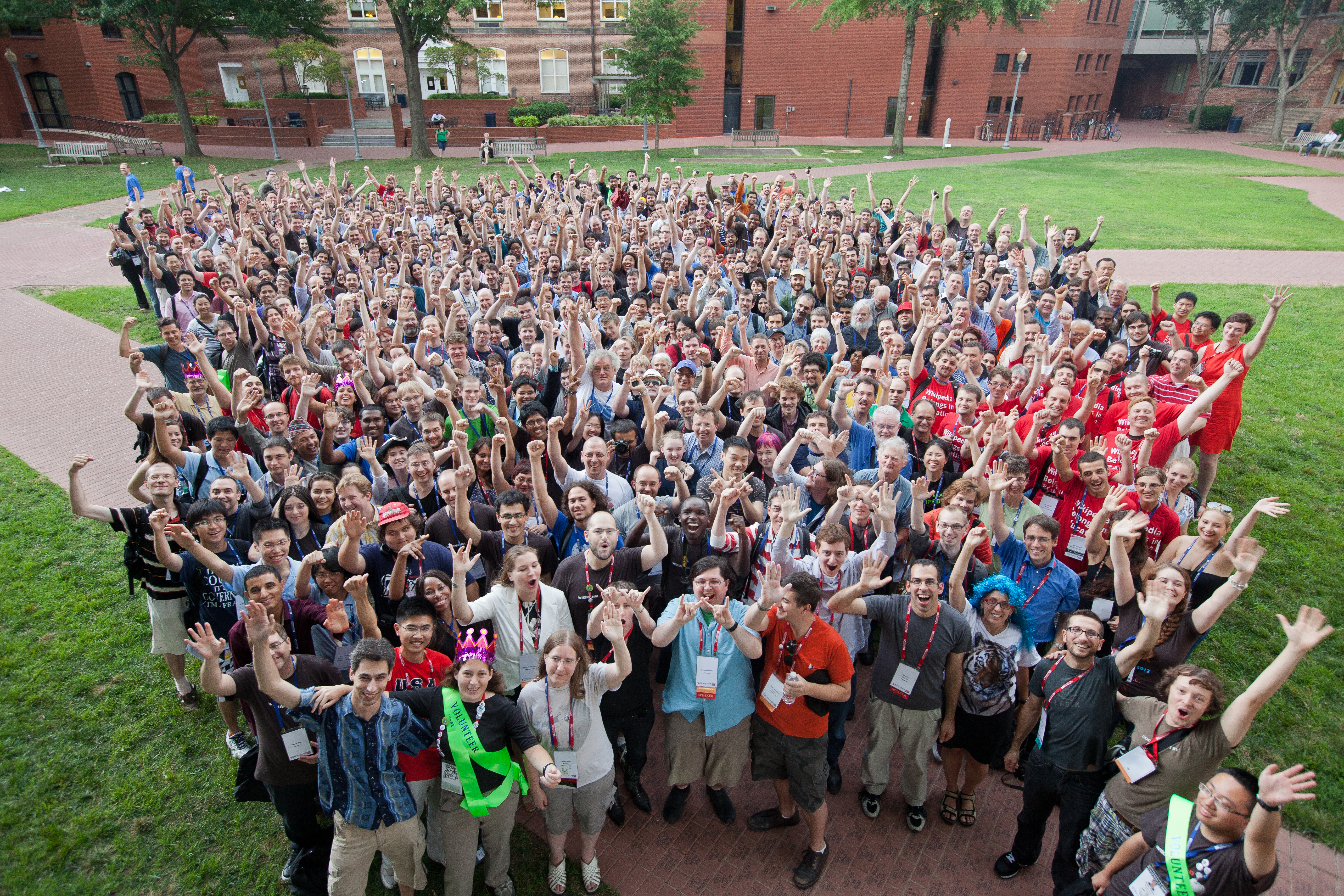
Membres de la communauté présents lors de Wikimania 2012 à l'université George Washington, Washington (district de Columbia).

La communauté wikipédienne est la communauté de contributeurs du projet d'encyclopédie en ligne Wikipédia, également appelés wikipédiens. Elle désigne souvent et plus spécifiquement la communauté d'une seule version linguistique (qui peut néanmoins rassembler des gens vivant dans un grand nombre de pays, y compris ayant une autre langue maternelle). La quasi-totalité des wikipédiens sont bénévoles et travaillent de manière asynchrone sur divers sujets. Avec la maturité et la visibilité accrues de Wikipédia, d'autres catégories de wikipédiens ont émergé, tels que des wikipédiens en résidence ou des élèves ou étudiants ayant des missions liées à l'édition ou l'étude de Wikipédia.

## Taille et développements de la communauté

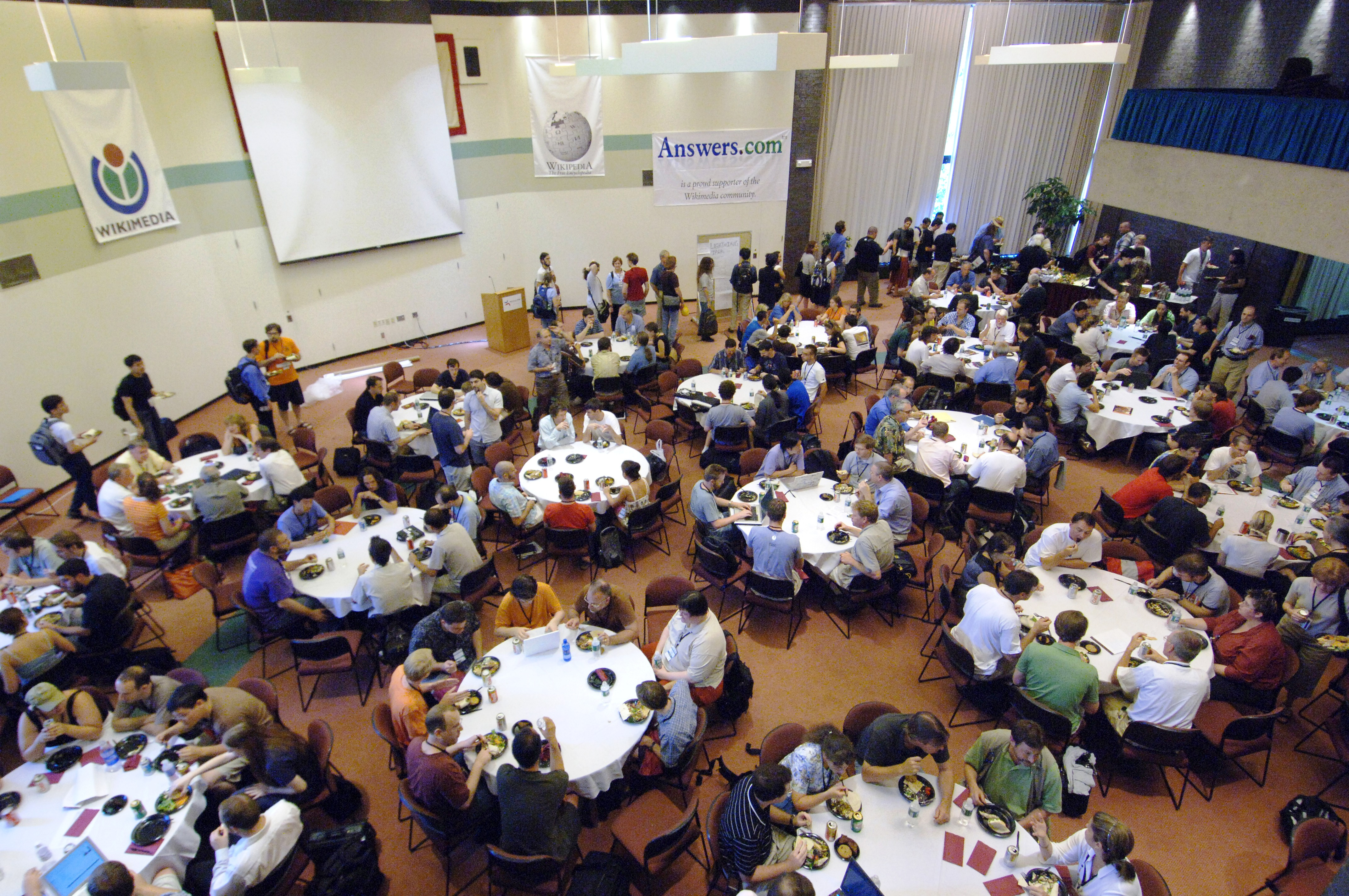
Wikimania 2006.

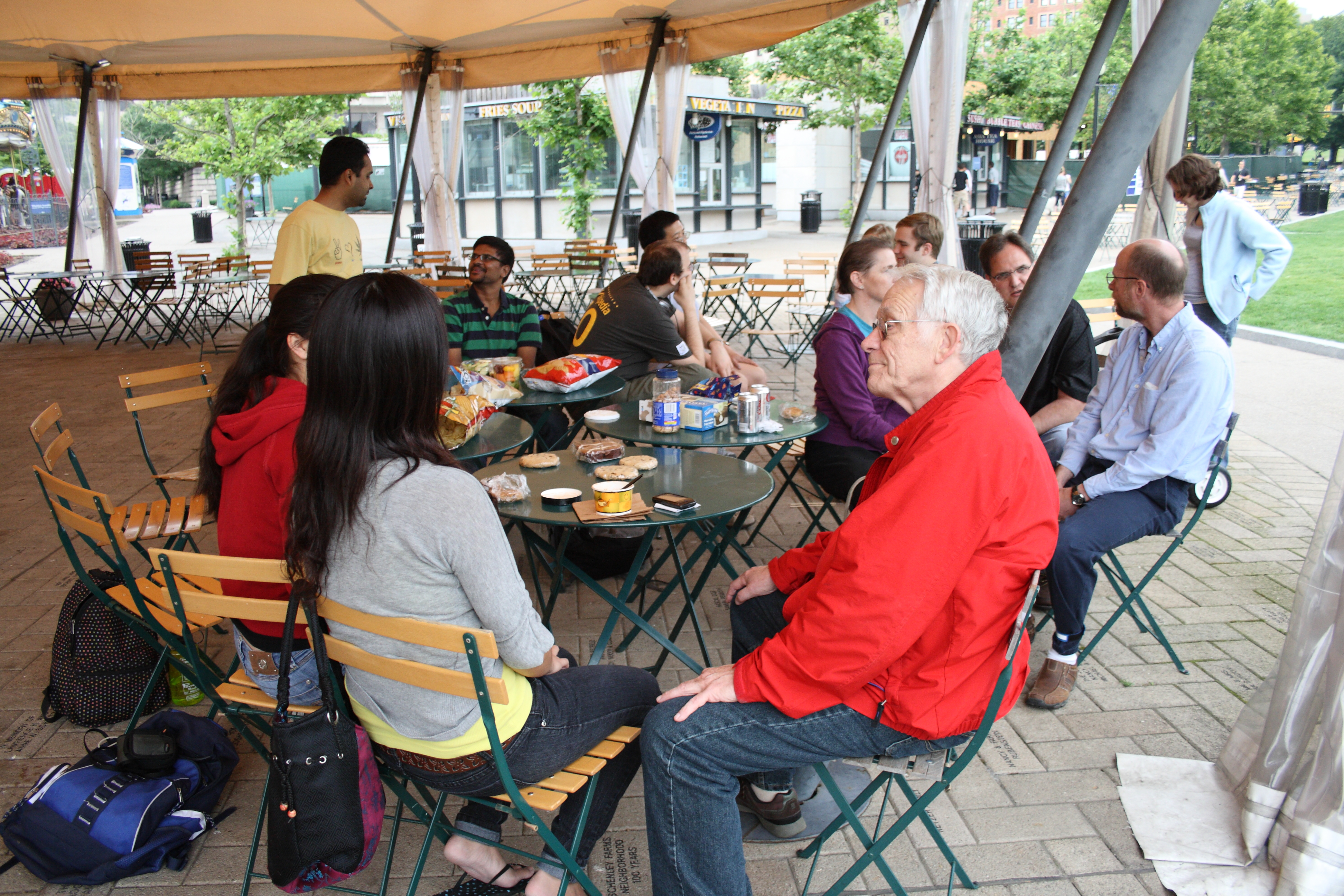
Wiknic 2011, ici à Pittsburgh.

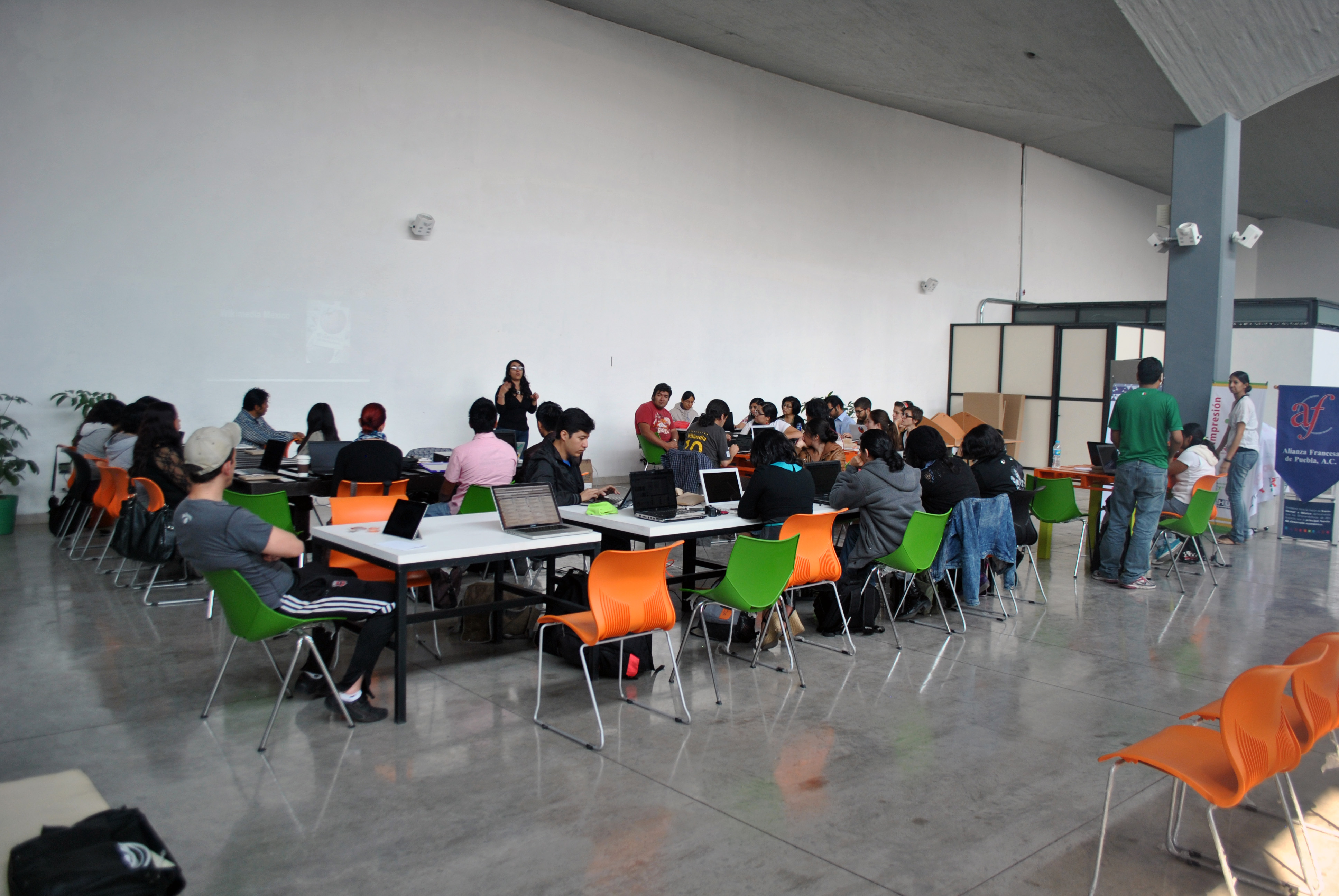
Editathon (réunion de contributeurs, pour améliorer wikipédia, ici sous l'égide de Wikimedia Mexico), Mexique.

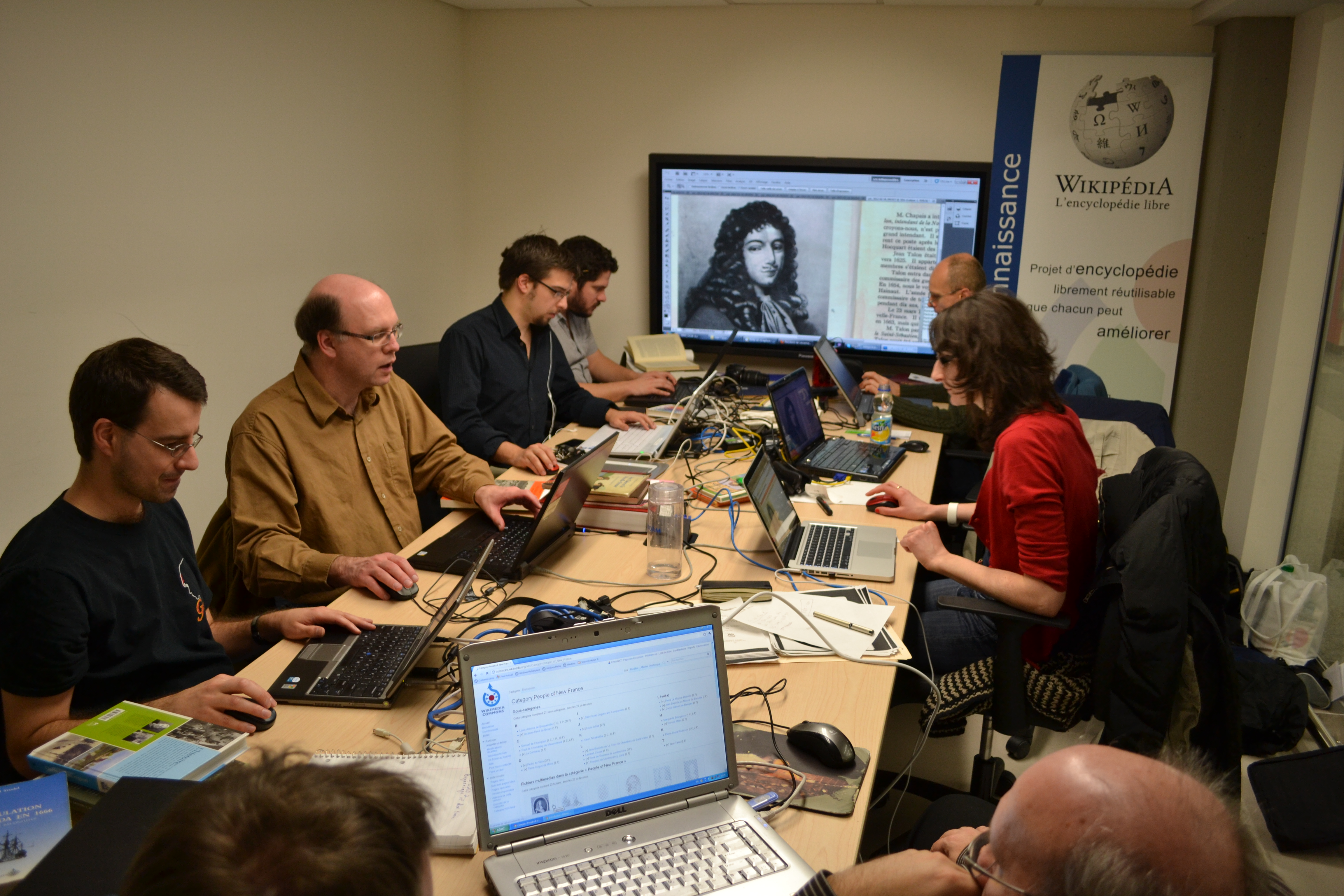
En février 2012, des wikipédiens lors d'une journée contributive à l'université Laval, au Québec.

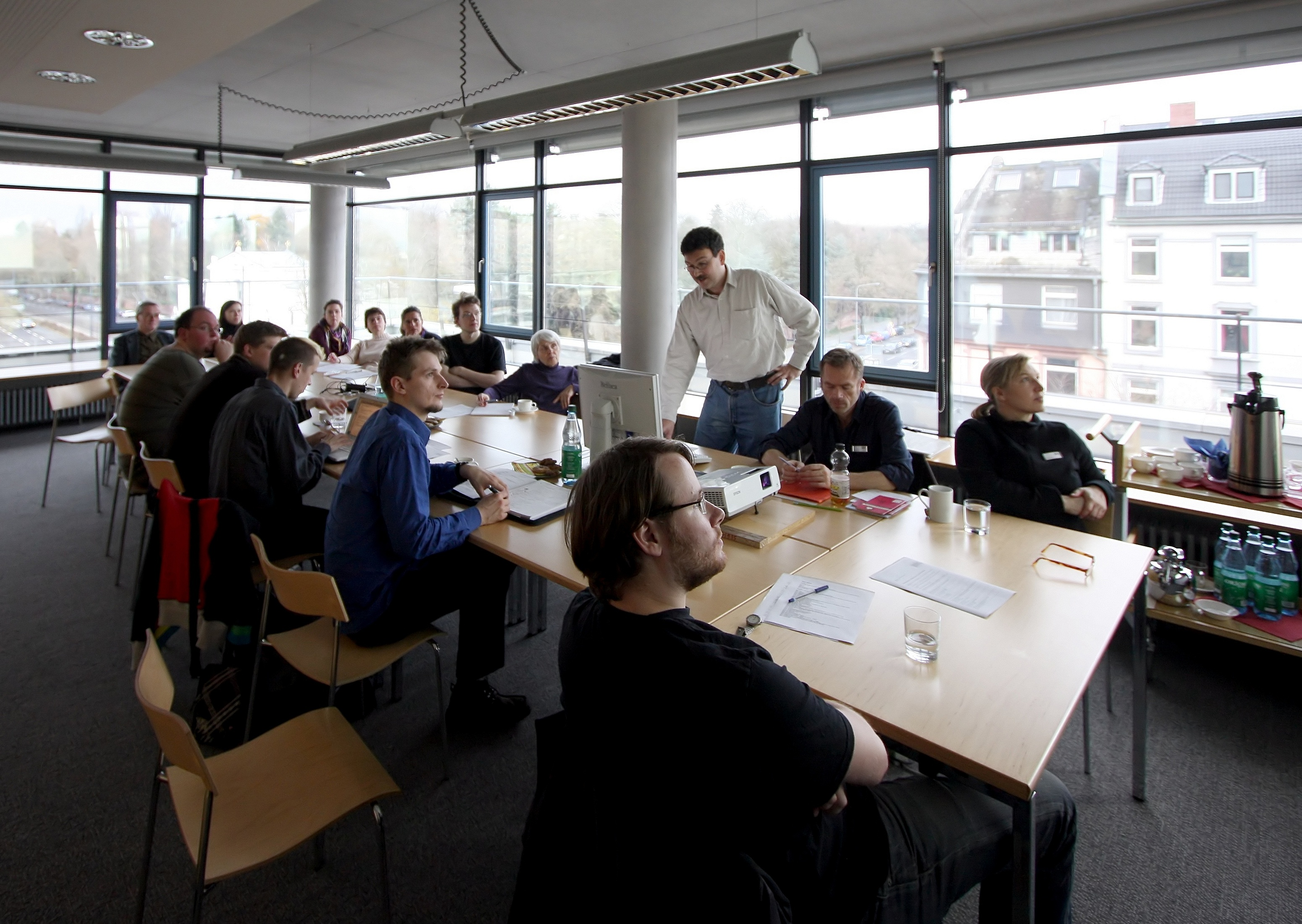
Rassemblement de wikipédiens à la bibliothèque nationale (Allemagne, 2008).

La communauté wikipédienne a connu une croissance exponentielle au cours des premières années de son existence.
En 2009, cette phase de croissance a commencé à ralentir significativement. En avril 2013, l'on dénombrait environ 40 millions de comptes enregistrés sur toutes les versions linguistiques. Cependant, seuls 300 000 comptes sont actifs mensuellement. Bien que moins nombreux, ces éditeurs ont gagné en compétence d'utilisation du logiciel mediaWiki, et un flux de nouveaux contributeurs persiste, permettant une croissance régulière du nombre et du contenu des articles de Wikipédia. En 2013, environ la moitié des éditeurs actifs passent au moins une heure par jour à enrichir ou améliorer le contenu encyclopédique, et un cinquième y passe plus de trois heures.

## Estimation de la valeur du travail des wikipédiens
En avril 2008, l'écrivain Clay Shirky et le développeur Martin Wattenberg estiment que l'effort total nécessaire pour créer Wikipédia correspondait à 100 millions d'heures travaillées.

## Composition
Une enquête publiée en 2010 et réalisée auprès de 170 173 personnes dont 54 034 contributeurs de Wikipédia donne des informations sur la composition de la communauté wikipédienne. Cette étude révèle qu'à cette époque les wikipédiens sont âgés de 26,14 ans en moyenne. 86,73 % d'entre eux sont des hommes tandis que 12,64 % sont des femmes et ils sont 49,03 % à avoir atteint un niveau d'éducation supérieur.
Environ 33 % des contributeurs disent avoir un partenaire et seuls 15 % d'entre eux ont au moins un enfant.

## Attributions
Au sein de Wikipédia, les comptes utilisateurs disposent de différents statuts techniques gérés par le logiciel MediaWiki et contrôlant les actions qui leur sont permises. Les critères pour acquérir un statut et la façon de se servir des capacités fournies sont fixés indépendamment par chaque communauté. Parmi ces statuts, les principaux sont :
- les visiteurs-ou contributeurs sans compte, identifiés par l'adresse IP de leur connexion Internet, peuvent créer des articles, modifier les articles existants et intervenir sur les pages de discussion. Dans certaines langues, il existe des restrictions à la création d'article ;
- les utilisateurs enregistrés ont le choix de s'identifier par leur nom ou par un pseudonyme (choix le plus fréquent). En plus des actions des visiteurs sans compte, ils peuvent renommer les pages et copier des fichiers d'illustration (images, vidéos…). Selon des critères choisis par chaque communauté — généralement un seuil minimal sur le nombre de contributions réalisées — leurs avis sont pris en compte dans les consultations, comme les élections d'administrateurs ou d'arbitres ;
- les administrateurs sont des utilisateurs enregistrés élus par la communauté. Leur rôle est essentiellement technique et correspond à des outils dont l'usage nécessite l'approbation de la communauté : supprimer une page, supprimer des versions intermédiaires d'une page (dite « purge d'historique »), filtrer automatiquement l'édition de pages problématiques et bloquer un utilisateur au comportement problématique. Ils n'ont aucun rôle éditorial ; leur avis ne compte pas plus qu'un autre s'agissant du contenu des articles ;
- les bureaucrates sont élus par la communauté et peuvent renommer les comptes utilisateur. Ils valident les résultats d'élection d'administrateur et de bureaucrate en effectuant le changement de statut du compte utilisateur concerné ;
- les arbitres sont élus par la communauté. Ils forment le Comité d'arbitrage, qui étudie les conflits entre utilisateurs et peuvent décider de sanctions, notamment des blocages et des restrictions plus spécifiques. Ils ne peuvent juger du contenu d'un article, leur rôle se limite à évaluer les conflits entre personnes, et leur comportement sur Wikipédia[9].

## Relation aux compétences
Elle peut concerner les connaissances sur un ou plusieurs sujets bien maîtrisés par un contributeur, mais aussi l'habileté à utiliser toutes les possibilités du logiciel wikimedia et du travail collaboratif.
Le projet est fondé sur une égale capacité de base pour tous à contribuer. Au sein de Wikipédia, en ce qui concerne la connaissance et sa vulgarisation, les compétences d'une personne et notamment d'un nouveau contributeur ne lui donnent pas a priori de poids supplémentaire ; chacun doit simplement être capable d'étayer ses ajouts ou retraits par des sources ou références jugées crédibles. Un expert peut en outre contribuer, souvent sous un pseudonyme dans d'autres domaines que son domaine de compétence. Après un certain temps, une certaine reconnaissance des pairs peut émerger. Pierre Willaime, dont l'un des thèmes de recherche est l'expertise au sein de Wikipédia, note que l'historique des articles et des discussions permet aussi de repérer les membres de projets ou contributeurs dont les modifications sont plus enrichissantes ou les moins supprimées ou modifiées.

## Motivations
Depuis le début des années 2000, de nombreuses études quantitatives et qualitatives ont cherché à identifier les motivations des wikipédiens, les liens entre ces motivations et les croyances, savoirs internes, divers facteurs socio-relationnels (reconnaissance, réciprocités…), et les intentions de partage des connaissances, parfois en les comparant à celles d'autres types de contributeurs en ligne. Elles mettent en évidence une situation assez complexe. Comme toute association de grande taille, la communauté wikipédienne associe des profils, expériences, motivations et attentes très variés. De plus, les motivations évoluent au gré de la carrière et des apprentissages du contributeur. Les rédacteurs occasionnels cherchent souvent à simplement corriger un contenu défaillant, alors que les rédacteurs confirmés se soucient plus de l'évaluation par leurs pairs et de la reconnaissance communautaire et investissent souvent plus de temps dans les pages de discussion ou de projets.
En 2003, une étude du « cas Wikipédia » (en tant que communauté) par Andrea Ciffolilli (économiste alors étudiant) laisse penser que la relative simplicité du logiciel et des coûts de transaction faibles pour la participation catalysent le développement collaboratif, et qu'une approche « construction créative » encourage la participation.
En 2005, Andrea Forte et Amy Bruckman dans un texte intitulé « Pourquoi des gens écrivent pour Wikipedia ? Incitations à contribuer à un contenu ouvert » discutent des motivations possibles des contributeurs de Wikipédia. Les auteurs en appliquent le concept du « cycle du crédit » (de Latour et Woolgar) aux wikipédiens, suggèrent que la reconnaissance au sein de la communauté est l'une des motivations fortes des wikipédiens.
En 2007 Oded Nov, estimant que « pour accroître et renforcer les contributions générées par des bénévoles, il est important de comprendre les facteurs qui conduisent ces gens à partager librement leur temps et leurs connaissances avec les autres », dans un travail titré « Ce qui motive les wikipédiens » il a cherché à évaluer les motivations des wikipédiens pour les comparer à celles de bénévoles en général.
Son enquête cherche à analyser et éventuellement hiérarchiser 8 motifs à la contribution des bénévoles en général (6 motifs identifiés dans une étude antérieure de psychologie sociale par Clary & al. (1998) sur les motivations de volontaires bénévoles) et deux autres, ajoutés par lui.
Les six motivations étaient traduites par les items suivants :
1. « valeurs » (valeurs d'altruisme et volonté d'aider les autres) ;
2. « social » (engagement avec des amis, participation encouragée par des proches[18]) ;
3. « compréhension du monde » (élargissement de ses connaissances et de sa culture, via des activités concrètes)[19] ;
4. « carrière » (acquérir un réseau de relations utiles pour la vie professionnelle, une expérience ou des compétences supplémentaires pour sa carrière professionnelle) ;
5. « protection » (par exemple en réduisant la culpabilité induite par certains privilèges, en se sentant inclus dans une communauté) ;
6. « enhancement » (ici défini par le sentiment de se rendre personnellement utile par la vulgarisation et le transfert de connaissances vers les autres[20]).

À ces six motifs de participation, Oded Nov en a ajouté deux, qu'il a nommé :
- l'« idéologie » (ici, l'expression d'un soutien à ce qui est perçu par le contributeur comme l'idéologie sous-jacente de l'activité ; par exemple, la conviction que la connaissance doit être libre) ;
- le « fun » (qui consiste à pleinement profiter du plaisir tiré de l'activité).

Selon cette enquête, le motif de participation le plus revendiqué était le plaisir (« fun »), juste devant le sentiment que la connaissance doit être librement partagée et partageable (« idéologie »), puis le motif « valeurs ».
Inversement, les motifs moins dominants étaient « protection », « carrière » et en dernier « social ».
L'auteur note que - comme attendu - pour six de ces 8 motifs, les niveaux de motivations étaient positivement corrélés au niveau de contribution, sauf, « de manière assez inattendue » pour l'idéal de partage du savoir (ideology) et le social, deux motifs qui n'entraînaient pas selon cette enquête un surcroît de contribution. Le type fermé des questions, le nombre (limité à 8) des motivations (qui ne sont pas quantitativement évaluées ni clairement en termes d'importance relative) et l'échantillonnage relativement faible des sondés (400 personnes) et l'absence d'un groupe-témoin limitent la portée de cette étude, mais cette enquête semble bien différencier la communauté wikipédienne de celles de réseaux sociaux de type Facebook, Twitter…
En 2008, la Wikimedia Foundation, avec le groupe « Collaborative Creativity » de l'UNU-Merit a lancé une enquête auprès des lecteurs et rédacteurs de Wikipedia, l'une des plus complètes alors jamais réalisées. Les résultats en ont été publiés le 24 mars 2010.
En 2009, sur la base d'une enquête auprès de contributeurs allemands, des psychologues montrent l'importance des bénéfices perçus, de l'identification au projet et à la communauté et des caractéristiques et de la variété des tâches effectuées comme facteurs importants de motivation. En particulier le sentiment d'autonomie, de la signification et de l'utilité des tâches, ainsi que la variété des compétences et des rétroactions sont importants dans la motivation individuelle et collective.
En 2010, une autre étude pose l'hypothèse que pour les wikipédiens, contribuer donne un sens important au temps ainsi passé, d'abord parce que cette contribution est volontaire (si le plaisir de participer est effectivement la motivation individuelle initiale la plus importante et fréquente). Ensuite cependant, cette motivation évolue, et la motivation la plus probable pour continuer à participer devient un motif que l'auteur formule et résume par l'assertion suivante « Je tiens et j'aime à partager les connaissances qui me donnent un sentiment d'accomplissement personnel ».
En 2011, la Wikimedia Foundation entreprend un processus d'enquêtes semestrielles pour mieux comprendre les Wikipédiens et répondre à leurs besoins,.
En 2014, un questionnaire aux auteurs de la version anglaise du site de sondage en ligne (288 réponses valides) a confirmé que la valeur subjective de la tâche, l'engagement et la justice procédurale sont des motifs significatifs de satisfaction des wikipédiens ; et que cette satisfaction a significativement influencé l'intention des auteurs de continuer à modifier le contenu de Wikipedia.
Les Wikipédiens témoignent aussi parfois spontanément de ce qui les motive à contribuer ; un thème récurrent de ces témoignages est la jouissance que les éditeurs ont à librement partager le savoir et à faire partie de la communauté Wikipédia. Certains mentionnent même le potentiel addictif de la contribution à Wikipédia également cité par Jimmy Wales : « Le principal aspect de Wikipedia [...] est qu'il est amusant et addictif » sans doute en raison d'affinités et liens complexes qui existent entre compétition et collaboration, présents dans tous les projets portés par une communauté.
Au sein de la communauté, chacun peut aussi acquérir une certaine expertise et devenir amateur-expert au sens de Kuznetsov & Paulos et des Wikipédiens attribuent parfois à d'autres des remerciements ou de pseudo-décorations (étoiles, lauriers ou médailles virtuelles) pour un bon travail, récompenses qui peuvent également être gratifiantes. Ces appréciations révèlent un large éventail de travaux, d'une valeur dépassant largement l'édition simple, incluant par exemple aussi le soutien aux débutants, les mesures administratives, l'entretien de Wikipédia, la gestion des conflits, l'animation de projets ou l'articulation de différents travaux, etc. Ce phénomène a notamment été analysé par des chercheurs qui cherchent à déterminer s'il pourrait y avoir là un modèle pour d'autres collectifs ou collectivités engagés dans des collaborations à grande échelle.
Pour encourager la participation des nouveaux wikipédiens, une expérimentation de distribution aléatoire de récompense virtuelle a montré son utilité pour inciter les nouveaux contributeurs à rester sur Wikipédia.

## Relations avec les institutions
Cette section devrait être déplacée dans l'article Critiques de Wikipédia.
Pour plus d’informations, se reporter en page de discussion. (mars 2023)
Wikipédia, notamment en raison de sa grande exposition médiatique,, est de temps à autre critiquée pour ses erreurs.
En septembre 2005, le journaliste américain John Seigenthaler découvre que son article de Wikipédia en anglais affirme qu'il est « soupçonné d'avoir été directement impliqué dans les assassinats de John et Bobby Kennedy ». Cette information, fausse, est demeurée en ligne plusieurs mois. John Seigenthaler a tenté de découvrir l'auteur de cette diffamation, mais en a été incapable pour des raisons judiciaires (le responsable s'est dénoncé plus tard). Dans la foulée de cette affaire, la communauté de Wikipédia en anglais a décidé que seuls les contributeurs autopatrolled peuvent créer de nouveaux articles.
Convoqué par la DCRI en mars 2013, Rémi Mathis « a été contraint de supprimer devant les agents l'article Station hertzienne militaire de Pierre-sur-Haute, sous peine d’être placé sur le champ en garde à vue et mis en examen, et ce en dépit de ses explications sur le fonctionnement de Wikipédia. » Après qu'il a rapporté la suppression, l'action de la DCRI a été vivement critiquée. L'article a été rétabli par la suite.

## Wikipédien de l'année
Le Wikimédien de l'année (Wikipédien de l'année jusqu'en 2016) est un prix remis chaque année depuis 2011 à la conférence mondiale Wikimania par Jimmy Wales, le confondateur de Wikipédia. Il distingue des personnes et des communautés remarquables du mouvement Wikimédia pour leurs contributions significatives à des projets Wikimédia pour améliorer le partage de la connaissance et l'accès à des contenus fiables à travers le monde.
Le prix est une initiative personnelle de Jimmy Wales et une simple reconnaissance d'estime.
Une promesse d'une récompense de 5 000 dollars par récipiendaire n'a pas été suivie d'effet.
De 2011 à 2016, le prix s'est appelé Wikipédien de l'année.
Une catégorie de prix pour les mentions honorables a été ajoutée en 2015. 
En 2021, pour les 20 ans de Wikipédia, plusieurs nouvelles catégories de prix ont été ajoutées.
Le Nouveau contributeur de l'année met en lumière une personne ayant rejoint le mouvement dans les derniers une ou deux ans et s'étant déjà distingué par une contribution significative.
L'innovateur Tech récompense une personne qui a grandement contribué dans le domaine technologique et a soutenu les autres dans ce processus.
La catégorie Rich Media récompense les contributions remarquables dans le domaine de la photographie, la vidéo et l'audio.
En 2021, un comité de nomination est créée. Il est composé de membres de la communauté, notamment d'anciens récipiendaires, et d'une équipe pluridisciplinaire de professionnels de la Fondation. Une catégorie Mention honorable du 20e anniversaire est créée pour distinguer des personnalités remarquables du mouvement. 
En 2022, la catégorie est renommée Lauréat Wikimédia et toujours attribuée à des contributeurs émérites.